# Xã Lenox, Quận Warren, Illinois
Xã Lenox (tiếng Anh: Lenox Township) là một xã thuộc quận Warren, tiểu bang Illinois, Hoa Kỳ. Năm 2010, dân số của xã này là 280 người.